# وزغ تاج‌دار پورتوریکویی
وزغ تاج‌دار پورتوریکویی یک گونه وزغ بومی پورتوریکو است. این گونه از گونه‌های در حال انقراض بوده و از آن کمتر از ۲۴۰۰ مانده‌است.